# Tir la Jocurile Olimpice de vară din 1896 - pistol militar 25 m (masculin)
Proba masculină de tir pistol militar de 25 de metri a fost una dintre cele cinci probe de tir sportiv din programul Jocurilor Olimpice de vară din 1896. 16 concurenți din patru națiuni s-au înscris în proba care a avut loc la 10 aprilie. Fiecare a tras 30 de cartușe în cinci rânduri de câte șase spre o țintă aflată la 25 de metri. Câștigătorul, John Paine din Statele Unite, a nimerit ținta de 25 de ori. Fratele său, Sumner Paine, a nimerit ținta de 23 de ori. Ei au folosit revolvere militare Colt de fabricație americană.

## Context
A fost singura dată când această probă a avut loc la Jocurile Olimpice.

## Formatul competiției
În cadrul competiției, fiecare trăgător a tras 30 de focuri, în 5 rânduri de câte 6, la o distanță de 25 de metri. Punctajul a constat în înmulțirea loviturilor la țintă cu punctele obținute în fiecare rând. Fiecare țintă avea un punctaj de până la 6. Punctajul maxim posibil în fiecare șir de focuri era de 216 (6 lovituri înmulțit cu 6 punctaje de 6); pentru totalul de 5 rânduri, punctajul maxim era de 1080 de puncte.

## Program
Proba a avut loc în cea de-a cincea zi a competiției. 
| Dată                    | Dată                   | Timp  | Rundă  |
| Gregorian               | Iulian                 | Timp  | Rundă  |
| ----------------------- | ---------------------- | ----- | ------ |
| Vineri, 10 aprilie 1896 | Vineri, 30 martie 1896 | 10:00 | Finala |

## Rezultate
| 1    | John Paine            | Statele Unite ale Americii | 442                      | 25                       |
| 2    | Sumner Paine          | Statele Unite ale Americii | 380                      | 23                       |
| 3    | Nikolaos Morakis      | Grecia                     | 205                      | Necunoscut               |
| 4    | Ioannis Phrangoudis   | Grecia                     | Necunoscut               | Necunoscut               |
| 5    | Holger Nielsen        | Danemarca                  | Necunoscut               | Necunoscut               |
| 6–13 | Zenon Mikhailidis     | Grecia                     | Necunoscut               | Necunoscut               |
| 6–13 | Georgios Orphanidis   | Grecia                     | Necunoscut               | Necunoscut               |
| 6–13 | Pantazidis            | Grecia                     | Necunoscut               | Necunoscut               |
| 6–13 | Patsouris             | Grecia                     | Necunoscut               | Necunoscut               |
| 6–13 | Panagiotis Pavlidis   | Grecia                     | Necunoscut               | Necunoscut               |
| 6–13 | Aristovoulos Petmezas | Grecia                     | Necunoscut               | Necunoscut               |
| 6–13 | Platis                | Grecia                     | Necunoscut               | Necunoscut               |
| 6–13 | Vavis                 | Grecia                     | Necunoscut               | Necunoscut               |
| —    | Pantelis Karasevdas   | Grecia                     | Nu a terminat competiția | Nu a terminat competiția |
| —    | Sidney Merlin         | Marea Britanie             | Nu a terminat competiția | Nu a terminat competiția |
| —    | Sanidis               | Grecia                     | Nu a terminat competiția | Nu a terminat competiția |